# Doris Chepkwemoi Changeywo

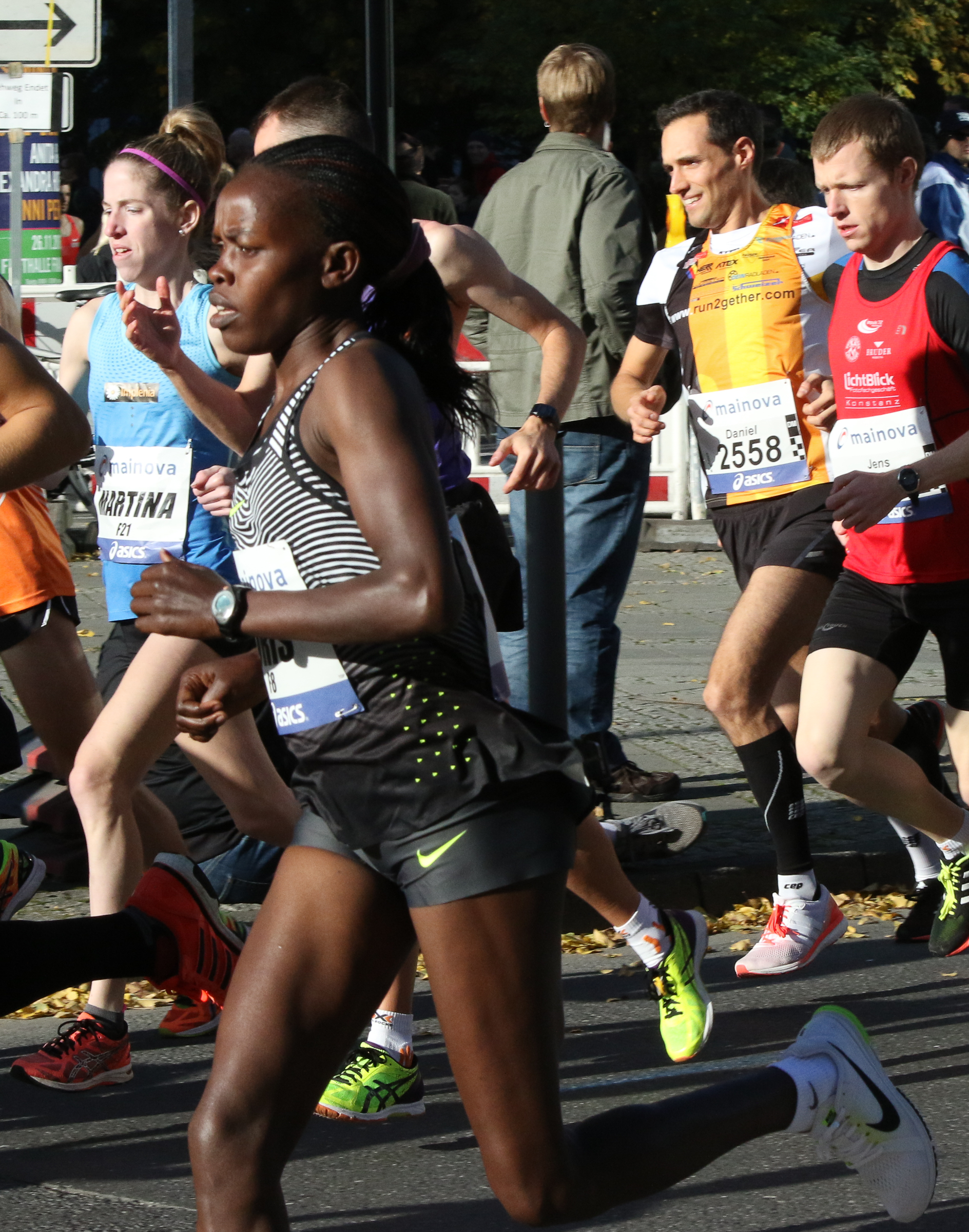
Doris Changeywo während des Frankfurt Marathons 2016

Doris Chepkwemoi Changeywo (* 12. Dezember 1984 in Chebyuk, Mount Elgon District, Provinz Western) ist eine kenianische Langstreckenläuferin.
Die drittälteste von zehn Geschwistern begann mit dem Laufsport an der Kapkateny High School, pausierte aber im Jahr ihres Abschlusses 2002 und im Jahr darauf. 2004 trat sie auf Anregung ihres Bruders dem Trainingscamp von Lornah Kiplagat bei.
2005 wurde sie ostafrikanische Meisterin im Crosslauf. 2006 wurde sie von der kenianischen Armee rekrutiert, und 2007 gewann sie bei den Militär-Weltspielen im 10.000-Meter-Lauf.
2008 wurde sie Vierte bei den Crosslauf-Weltmeisterschaften und siegte beim Great Ireland Run und beim Würzburger Residenzlauf.
Am 6. Dezember 2015 gewann sie den Singapur-Marathon in 2:44:26 h.
Doris Chepkwemoi Changeywo ist 1,60 m groß und wiegt 43 kg. Sie wird von PACE Sports Management betreut. Zusammen mit ihrem Ehemann Moses Ndiema Masai und dessen Schwester Linet Chepkwemoi Masai, der 10.000-Meter-Weltmeisterin von 2009, lebt sie in Iten.

## Persönliche Bestzeiten
- 5000 m: 15:18,01 min, 1. Juni 2008, Berlin
- 10.000 m: 31:31,01 min, 12. Juni 2008, Ostrava
- 10-km-Straßenlauf: 31:26 min, 17. April 2011, Würzburg
- Halbmarathon: 1:08:49 h, 3. April 2011, Rabat
- Marathon: 2:36:55 h, 30. Oktober 2016, Frankfurt